# Classe Poeta
La classe Poeta era una serie di sei navi traghetto costruite alla fine degli anni '60 ed entrate in servizio nei primi anni '70 per la Tirrenia  Navigazione. Furono costruite dall'allora Italcantieri per la compagnia di navigazione statale.
Nel 1978 alla classe furono aggiunte altre due unità (Deledda e Verga), identiche nello scafo e tughe tranne a poppa, dov'era presente una sala cinema al posto del lido con piscina, e nella motorizzazione, essendo dotate di motori a quattro tempi piuttosto che a due come nel resto delle unità.

## Contesto
Negli anni '60 la richiesta di trasporto di automezzi da e per le isole italiane crebbe notevolmente. La Tirrenia, tuttavia, non disponeva di unità in grado di soddisfare questa domanda, essendo la flotta della compagnia di Stato costituita prevalentemente da navi atte al trasporto di passeggeri e solo secondariamente di autoveicoli. A metà anni '60 fecero la propria comparsa le compagnie consociate Traghetti Sardi e Società Navi Traghetto, che misero in servizio in tre anni una serie di cinque traghetti ro-ro passeggeri gemelli (Canguro Azzurro, Canguro Verde, Canguro Rosso, Canguro Bianco e Canguro Bruno), impiegandoli nei collegamenti tra Napoli e Palermo e dal continente alla Sardegna.
La Tirrenia, che già nel 1963 aveva noleggiato dalla Adriatica di Navigazione il traghetto ro-ro Appia per alcune corse di prova tra Genova e Porto Torres, reagì adeguando alcune delle navi già in flotta dotandole di garage e ordinando una serie di sei navi ro-ro gemelle alla Italcantieri.

## Caratteristiche
Le prime sei navi della classe, consegnate tra il 1970 e il 1971, erano lunghe 131 metri e larghe 20, per una stazza lorda di 6.900 tonnellate. Potevano trasportare 1.000 passeggeri e 200 autovetture e disponevano di 506 posti letto. Verga e Deledda, costruite nel 1978, avevano le stesse dimensioni, erano praticamente identiche ma avevano una disposizione degli ambienti interni leggermente diversa (con un conseguente aumento della stazza lorda a 7.222 tonnellate), erano spinte da due motori 16 cilindri a quattro tempi in luogo dei due 9 cilindri a due tempi montati da tutte le altre unità e non erano dotate della piscina al ponte lido presente invece sulle altre sei navi della prima serie. Questo fino al 1979 quando fu rimossa e sostituita con una tuga simile a quelle già esistenti del Deledda e Verga fin dal varo contenente una sale bivalente cinema/poltrone reclinabili. In occasione di questa variazione e con la consegna nello stesso anno dei sei nuovi traghetti classe "Strade Romane", le navi vennero tutte ridipinte con la nuova livrea con il logo Tirrenia sulle murate e la grande T sulla ciminiera.
Tra il 1991 e il 1992 tutte le unità della prima serie, ad eccezione della Leopardi, furono sottoposte a importanti lavori di ristrutturazione in diversi cantieri navali italiani: la tuga contenente il ponte di comando fu prolungata fino a poppa e su di essa furono aggiunti altri tre ponti, alterando drasticamente la linea delle navi ma aumentando la capacità passeggeri (passata a 1.300 persone), il numero di posti letto (887) e il numero di autovetture trasportabili (passato a 320 grazie all'aggiunta di alcuni car deck). Per compensare la perdita di stabilità dovuta al notevole incremento dell'altezza le navi furono dotate di due controcarene laterali. Furono inoltre rimossi e sigillati i due portelloni garage laterali di prua.

## Servizio
La Boccaccio, prima unità della classe, fu varata a Castellammare di Stabia l'8 giugno 1969, entrando in servizio nel luglio dell'anno successivo tra Genova e Porto Torres. La Carducci fu varata il 28 luglio 1969 a Castellammare di Stabia, venendo immessa sulla stessa linea della gemella nel settembre 1970. La Pascoli e la Petrarca furono costruite a Palermo: la prima, varata l'undici gennaio 1970, entrò in servizio nel febbraio 1971, mentre la seconda fu immessa a partire dal 19 luglio 1971 sulla linea Napoli - Catania - Siracusa - La Valletta - Tripoli, allungata l'anno seguente con uno scalo a Genova.
La Leopardi scese in acqua a Castellammare di Stabia il 14 marzo 1970, entrando in servizio nel gennaio dell'anno seguente, mentre la Manzoni, ultima unità della prima serie, fu varata il 19 febbraio 1971 a Castellammare ed entrò in servizio nell'ottobre dello stesso anno tra Palermo, Trapani, Tunisi, Cagliari e Genova. Nel 1971 Manzoni, Boccaccio, Carducci e Leopardi furono destinate alla cosiddetta linea Z, un collegamento tra Genova, Porto Torres, Civitavecchia e Cagliari a rotazione; nel 1974 la rotta fu modificata con la soppressione della tratta Porto Torres - Civitavecchia. Sempre nel 1974 la Petrarca aprì la rotta Napoli - Palermo - Tunisi - Cagliari - Genova - Porto Torres.
Deledda (varata il 26 giugno 1977) e Verga furono costruite a Castellammare di Stabia ed entrarono in servizio nel 1978 sulla Civitavecchia - Olbia, in sostituzione delle due unità della Classe Città.
Negli anni seguenti le unità della classe furono utilizzate su gran parte dei collegamenti Tirrenia, tra i quali anche le rotte Genova - Olbia - Arbatax e La Spezia - Olbia. Nell'inverno tra il 1990 e il 1991 tutte le navi della prima serie ad eccezione della Leopardi furono sottoposte a radicali lavori di ristrutturazione in vari cantieri italiani, rientrando in servizio per la stagione estiva successiva.
La Leopardi fu venduta nel 1994 alla Al Salam Shipping, prendendo il nome di Santa Catherine e venendo impiegata in servizi nel Mar Rosso. Nello stesso anno la Deledda fu venduta ad una compagnia di navigazione cinese, partendo alla volta della Cina il 4 gennaio 1995 con il nome di Zhong Yuan. La Verga fu posta in disarmo a Napoli al termine della stagione estiva 1996, durante la quale era stata in servizio tra Genova e Cagliari; il traghetto fu venduto nel febbraio 1997 alla greca G.A. Ferries, prendendo il nome di Dimitroula e venendo immessa nei collegamenti interni greci. Le altre cinque unità della classe furono tutte poste in disarmo in vari porti italiani alla fine della stagione estiva 1997, venendo acquistate in blocco dalla El Salam Shipping nel 1999. Rinominate Al Salam Boccaccio 98, Al Salam Carducci 92, Al Salam Manzoni 94, Al Salam Petrarca 90 e Al Salam Pascoli 96, negli anni seguenti alternarono servizi nel mar Rosso a noleggi, soprattutto estivi, nel Mediterraneo.
Il 22 giugno 2002 la Al Salam Petrarca 90 fu colpita da un incendio mentre era in navigazione tra Duba (Arabia Saudita) e Safaga (Egitto), affondando poco fuori dal porto; l'incidente causò una vittima. Quattro anni più tardi, il 3 febbraio 2006, la Al Salam Boccaccio 98 affondò mentre era in viaggio sulla stessa rotta per cause sconosciute, causando la morte di più di mille delle circa 1.400 persone a bordo. In seguito a questo secondo incidente, le tre unità trasformate superstiti furono vendute per la demolizione in India nell'estate dello stesso anno; la Leopardi, invece, era già stata demolita in India nel marzo 2005.
Nel 2008 la Zhong Yuan fu venduta per la demolizione in Bangladesh, mentre a settembre dello stesso anno la Dimitroula fu fermata al Pireo in seguito al fallimento della propria società armatrice. Rimasta ferma per quasi tre anni, fu venduta per la demolizione ai cantieri turchi di Aliaga dalle autorità portuali del Pireo, giungendo a destinazione il 1º settembre 2011.

## Unità della classe
| Nome      | Immagine | Tipo                           | Varo              | Cantiere                | Entrata in servizio | Rotta originale                                  | Destino finale                                                   |
| --------- | -------- | ------------------------------ | ----------------- | ----------------------- | ------------------- | ------------------------------------------------ | ---------------------------------------------------------------- |
| Boccaccio |          | Poeta trasformata              | 8 giugno 1969     | Castellammare di Stabia | 8 luglio 1970       | Genova - Porto Torres                            | Affondata nel Mar Rosso il 3 febbraio 2006, più di 1.000 vittime |
| Carducci  |          | Poeta trasformata              | 28 luglio 1969    | Castellammare di Stabia | 21 settembre 1970   | Genova - Porto Torres                            | Demolita in India nel novembre 2006 come Carducci                |
| Pascoli   |          | Poeta trasformata              | 11 gennaio 1970   | Palermo                 | 3 febbraio 1971     |                                                  | Demolita in India nel luglio 2006 con il nome di Pascoli 96      |
| Leopardi  |          | Poeta non trasformata          | 14 marzo 1970     | Castellammare di Stabia | 24 gennaio 1971     |                                                  | Demolita in India nel marzo 2005                                 |
| Petrarca  |          | Poeta trasformata              | 12 dicembre 1970  | Palermo                 | 22 luglio 1971      | Napoli - Catania - Siracusa - Malta - Tripoli    | Affondata al largo di Duba nel giugno 2002                       |
| Manzoni   |          | Poeta trasformata              | 19 febbraio 1971  | Castellammare di Stabia | 29 ottobre 1971     | Genova - Porto Torres - Civitavecchia - Cagliari | Demolita in India nell'agosto 2006                               |
| Deledda   |          | Poeta II serie non trasformata | 26 maggio 1977    | Castellammare di Stabia | 1 luglio 1978       | Civitavecchia - Olbia                            | Demolita nel 2008 in Bangladesh come Z Yuan                      |
| Verga     |          | Poeta II serie non trasformata | 10 settembre 1978 | Castellammare di Stabia | 16 ottobre 1978     | Civitavecchia - Olbia                            | Demolita in Turchia nel 2011 come Dimitroula                     |

## Questioni legate alla presenza di amianto
Nel giugno 2012, l'Osservatorio Nazionale Amianto pubblica un articolo nel proprio sito web in cui riporta il riferimento ad una interrogazione parlamentare a risposta scritta del 1996 il cui oggetto è porre all'attenzione del Governo i mancati interventi di bonifica da amianto nelle navi della ex Tirrenia, fra le quali si fa riferimento alla "serie poeti". La risposta del Governo a tale interrogazione non è mai stata formulata.

## Origine del nome
Le navi erano battezzate con il nome di grandi letterati italiani: Alessandro Manzoni, Giacomo Leopardi, Giovanni Pascoli, Giosuè Carducci, Francesco Petrarca, Giovanni Boccaccio, Giovanni Verga e Grazia Deledda.